# Jemníky
Jemníky är en ort i Tjeckien.   Den ligger i regionen Mellersta Böhmen, i den centrala delen av landet, 25 km nordväst om huvudstaden Prag. Jemníky ligger 246 meter över havet och antalet invånare är 211.
Terrängen runt Jemníky är lite kuperad. Runt Jemníky är det mycket tätbefolkat, med 1 411 invånare per kvadratkilometer. Närmaste större samhälle är Kladno, 6,8 km söder om Jemníky. Trakten runt Jemníky består till största delen av jordbruksmark.